# Tephrosia major
Tephrosia major är en ärtväxtart som beskrevs av Marc Micheli. Tephrosia major ingår i släktet Tephrosia och familjen ärtväxter. Inga underarter finns listade i Catalogue of Life.